# A félelem maga
A félelem maga (eredeti cím: Fear itself) 2008-ban bemutatott horror televíziós sorozat, amit az NBC tűzött műsorra. A sorozat egymástól független egyórás történetek füzére, egyfajta horror gyűjtemény, melyben a különböző a részeket különböző neves rendezők jegyzik. Magyarországon először az AXN Sci-Fi mutatta be 2008. december 6-án, majd december 22-től az AXN is műsorra tűzte.

## Cselekmény
"Az egyetlen dolog, amitől félnünk kell, az maga a félelem" - mondta Franklin D. Roosevelt. Ez az idézet ihlette a készítőket a sorozat elkészítésére.[forrás?] A 13 részes sorozatban sok a klasszikus horror elem: mint a vámpír, szellem, zombi, boszorkány stb. rögtön az első részben Harry (Eric Roberts – Hősök), az alkoholfüggő magándetektív küzdelmeivel szembesül a néző. A hajdan volt zsaru komolyan vette apja életbölcsességét: „Néha rosszat kell tenni ahhoz, hogy helyrehozzuk a dolgokat”, s ennek szellemében bizony olykor jelentős túlkapásokkal végezte munkáját, minek köszönhetően végül el is bocsátották a rendőrség kötelékéből.  Most, 15 évvel később egy házasságtörő férj után szaglászva egy elhagyatott, kísértet járta házban találja magát, ahol hirtelen arra lesz figyelmes, hogy a falon négy, vélhetően halott ember arcképe mellett hirtelen egy őt ábrázoló rajz is megjelenik. Az első sokkoló élmény után jön a többi – félelmetes látomások és hallucinációk: Harry belső démonai mind kiszabadulnak, s immár elkerülhetetlen, hogy szembesüljön végre velük, és egész, zátonyra futott életével.
Egy másik részben négy bűnöző megismerkedik három csábító, halálos titkokat rejtő szirénnel, de van, hogy egy, a halálközeli élményből visszatért családapa kezd testeket cserélni egy sorozatgyilkossal, egészen addig, amíg rá nem döbben, hogy ezzel felesége és gyermeke életét is kockára teszi.

## Szereplők
| Színész             | Szerep                  | Magyar hang     |
| ------------------- | ----------------------- | --------------- |
| Jeffrey Pierce      | Point                   | Bozsó Péter     |
| Jesse Plemons       | Lemmon                  | Szvetlov Balázs |
| Rachel Miner        | Chelsea                 | Csuha Borbála   |
| Mircea Monroe       | Virginia                | Solecki Janka   |
| Eric Roberts        | Harry Siegal            |                 |
| Cynthia Watros      | Meredith Kane           |                 |
| Jack Noseworthy     | Rory Bemell             |                 |
| Clifton Collins Jr. | Richard Brautigan       |                 |
| Colin Ferguson      | Dennis Mahoney          |                 |
| Maggie Lawson       | Samantha, a menyasszony |                 |
| James Roday         | Carlos, a vőlegény      |                 |
| Elisabeth Moss      | Danny Bannerman         |                 |
| Russell Hornsby     | Williams őrmester       |                 |
| Stephen Lee         | Marty Steinwitz         |                 |
| Briana Evigan       | Helen                   |                 |
| Zulay Henao         | Christie                |                 |
| Niall Matter        | Eddie                   |                 |
| Cory Monteith       | James                   |                 |
| Brandon Routh       | Bobby                   |                 |
| Shiri Appleby       | Tracy                   |                 |
| Barbara Tyson       | Candace                 |                 |

## Epizódok
| #   | Cím                       | Rendező             | Író                                | Premier                                                                 |
| --- | ------------------------- | ------------------- | ---------------------------------- | ----------------------------------------------------------------------- |
| 1.  | The Sacrifice             | Breck Eisner        | Mick Garris, Del Howison           | 2008. június 5. 2008. december 6. (AXN Sci-Fi) 2008. december 22. (AXN) |
| 2.  | Spooked                   | Brad Anderson       | Mick Garris, Matt Venne            | 2008. június 12. 2008. december 7. (AXN Sci-Fi)                         |
| 3.  | Family Man                | Ronny Yu            | Daniel Knauf                       | 2008. június 19. 2008. december 13. (AXN Sci-Fi)                        |
| 4.  | In Sickness and in Health | John Landis         | Victor Salva                       | 2008. június 26. 2008. december 14. (AXN Sci-Fi)                        |
| 5.  | Eater                     | Stuart Gordon       | Richard Chizmar, Johnathon Schaech | 2008. július 3. 2008. december 20. (AXN Sci-Fi)                         |
| 6.  | New Year's Day            | Darren Lynn Bousman | Steve Niles, Ben Sokolowski        | 2008. július 17. 2008. december 21. (AXN Sci-Fi)                        |
| 7.  | Community                 | Mary Harron         | Kelly Kennemer                     | 2008. július 24. 2008. december 27. (AXN Sci-Fi)                        |
| 8.  | Skin & Bones              | Larry Fessenden     | Drew McWeeny, Rebecca Swan         | 2008. július 31. 2008. december 28. (AXN Sci-Fi)                        |
| 9.  | Something with Bite       | Ernest Dickerson    | Max Landis                         | 2009. szeptember 15. (DVD) 2009. január 3. (AXN Sci-Fi)                 |
| 10. | Chance                    | John Dahl           | Lem Dobbs, Rick Dahl               | 2009. szeptember 15. (DVD) 2009. január 4. (AXN Sci-Fi)                 |
| 11. | The Spirit Box            | Rob Schmidt         | Joe Gangemi                        | 2009. szeptember 15. (DVD) 2009. január 10. (AXN Sci-Fi)                |
| 12. | Echoes                    | Rupert Wainwright   | Sean Hood                          | 2009. szeptember 15. (DVD) 2009. január 11. (AXN Sci-Fi)                |
| 13. | The Circle                | Eduardo Rodríguez   | Richard Chizmar, Johnathon Schaech | 2009. szeptember 15. (DVD) 2009. január 17. (AXN Sci-Fi)                |